# Allianz Championship
Het Allianz Championship is een jaarlijks golftoernooi in de Verenigde Staten dat deel uitmaakt van de Champions Tour. Het vindt telkens plaats op de "Old Course" van de Broken Sound Club in Boca Raton in Florida.
Het toernooi wordt gespeeld in een strokeplay-formule met drie ronden en er is geen cut.

## Geschiedenis
In 2007 werd het toernooi opgericht. De eerste editie werd gewonnen door de Engelsman Mark James. Het toernooi vindt jaarlijks plaats in de maand februari.

## Winnaars
| Jaar | Winnaar            | Score | Score | Info                              |
| ---- | ------------------ | ----- | ----- | --------------------------------- |
| 2007 | Mark James         | 201   | –15   |                                   |
| 2008 | Scott Hoch         | 202   | –14   |                                   |
| 2009 | Mike Goodes        | 201   | –15   |                                   |
| 2010 | Bernhard Langer po | 199   | –17   | Won de play-off van John Cook     |
| 2011 | Tom Lehman         | 203   | –13   |                                   |
| 2012 | Corey Pavin po     | 205   | –11   | Won de play-off van Peter Senior  |
| 2013 | Rocco Mediate      | 199   | –17   |                                   |
| 2014 | Michael Allen po   | 198   | –18   | Won de play-off van Duffy Waldorf |
| 2015 | Paul Goydos        | 204   | –12   |                                   |

| Toernooirecord |  | po = winnaar na play-off |